# Norrtuna slott

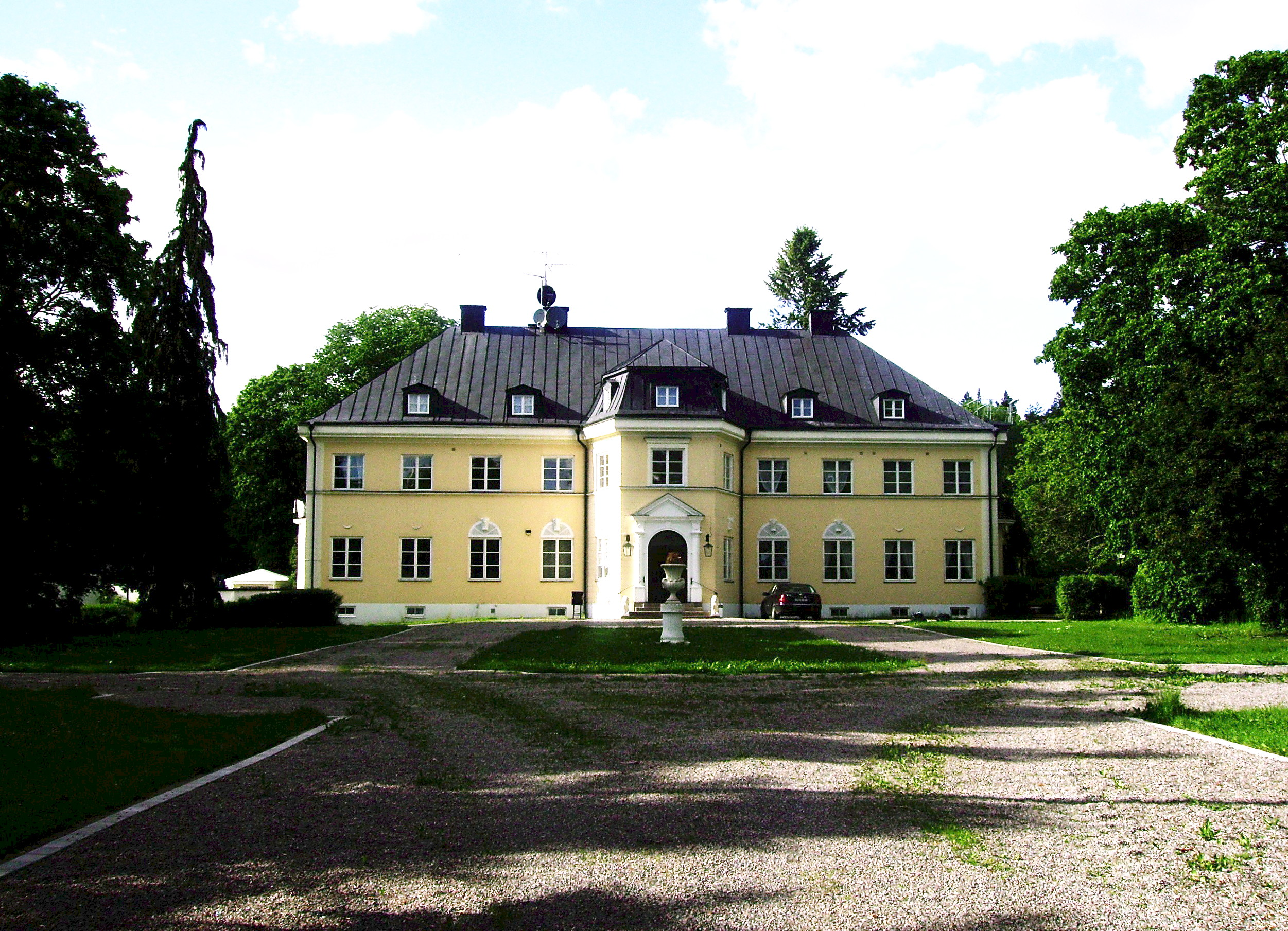
Norrtuna slott.

Norrtuna slott är en slottsliknande herrgård som ligger i Kattnäs socken i Gnesta kommun, i östra Södermanland. 
Slottet hette innan Tuna när Claes Adam Wachtmeister på 1790-talet köpte gårdskomplexet där Vad och Tuna ingick. Han bytte namn på dem till Södertuna respektive Norrtuna. Herrgården nämns 1278 då Magnus Ladulås förlänade gården till Heinz von Gleichen.
År 1928 förstördes huvudbyggnaden, som då ägdes av häradshövdingen Rickard Lundgren, totalt i en brand. Nuvarande huvudbyggnad uppfördes i mitten av 1930-talet. År 1948 köpte Landstinget Sörmland en avstyckad del av godset Norrtuna, omfattande huvudbyggnaden jämte några mindre byggnader och cirka 15 tunnland mark av Rickard Lundgrens sterbhus. Landstinget drev därefter Norrtuna konvalescenthem under åren 1949–1986. Den 18 december 1986 sålde landstinget huvudbyggnaden med omgivande mark till ägaren av Norrtuna gård. Idag är Norrtuna slott i privat ägo.

## Tryckt källa
- Eriksson, Tommy (1989) (på sve). Norrtuna och Bie. En dokumentation av ett konvalescenthem och en kurort. Nyköping: Landstinget i Sörmland. Libris 7765090. ISBN 91-87500-04-3